# K3 Dierenhotel
K3 Dierenhotel is een film uit 2014 met K3 in de hoofdrol, geregisseerd door Bart Van Leemputten en gebaseerd op de komedieserie Hallo K3!. 
Het is de vijfde K3-film en de tweede waarin Josje Huisman meespeelt. Tevens is dit de laatste K3-film in de 'oude' samenstelling. Karen Damen en Kristel Verbeke speelden al in drie eerdere films samen met ex-lid Kathleen Aerts.

## Verhaal
Kristel heeft voor een weekend een verblijf geboekt bij een luxueuze beautyfarm. Ondertussen gaan Karen en Josje stiekem in het dierenhotel helpen bij Bas. Door een fout komen de meisjes echter op de verkeerde bestemmingen terecht. Als blijkt dat het dierenhotel in gevaar verkeert, komen de meisjes van K3 te hulp om het hotel te redden.

## Rolverdeling
| Acteur             | Personage        | Opmerking                           |
| ------------------ | ---------------- | ----------------------------------- |
| Karen Damen        | Karen            |                                     |
| Kristel Verbeke    | Kristel          |                                     |
| Josje Huisman      | Josje            |                                     |
| Jacques Vermeire   | Marcel           | Buurman                             |
| Metta Gramberg     | Rosie            | cafébazin                           |
| Winston Post       | Bas              | Buurman                             |
| Albert Verlinde    | Francois         |                                     |
| Philippe Geubels   | Danny            | hotelbediende                       |
| Dries Vanhegen     | Meneer de Vries  |                                     |
| Serge-Henri Valcke | Eric-Jan/ome Jan |                                     |
| Maarten Bosmans    |                  | man van het sloopbedrijf de Slooper |
| Daisy Thys         | Mevrouw Lama     |                                     |
| Jeroen Maes        | Paco             | lama, stem                          |
| Begir Memeti       |                  | kameel, stem                        |
| Sven De Ridder     | Bink             | hond, stem                          |
| Hans Ligtvoet      | Gekkie           | hond, stem                          |
| Walter Baele       | Hendrik          | stem                                |
| Koen Crucke        | Lazy             | kat, stem                           |